# كيتا توياما
كيتا توياما (باليابانية: 外山 佳大) (مواليد 26 أكتوبر 1997) هو لاعب كرة قدم ياباني.

## وصلات خارجية
- كيتا توياما على موقع رابطة كرة القدم اليابانية للمحترفين (اليابانية)
- كيتا توياما على موقع قاعدة بيانات كرة القدم.إي يو (الإنجليزية)
- كيتا توياما على موقع Soccerway.com (الإنجليزية)
- كيتا توياما على موقع عالم كرة القدم.نت (الإنجليزية)